# Randolph (Utah)
Randolph és una població dels Estats Units a l'estat de Utah. Segons el cens del 2000 tenia 483 habitants.

## Demografia
Segons el cens del 2000, Randolph tenia 483 habitants, 150 habitatges, i 118 famílies. La densitat de població era de 179,3 habitants per km².
Dels 150 habitatges en un 49,3% hi vivien nens de menys de 18 anys, en un 73,3% hi vivien parelles casades, en un 2,7% dones solteres, i en un 20,7% no eren unitats familiars. En el 18,7% dels habitatges hi vivien persones soles el 7,3% de les quals corresponia a persones de 65 anys o més que vivien soles. El nombre mitjà de persones vivint en cada habitatge era de 3,21 i el nombre mitjà de persones que vivien en cada família era de 3,74.
Per edats la població es repartia de la següent manera: un 38,5% tenia menys de 18 anys, un 7,2% entre 18 i 24, un 26,3% entre 25 i 44, un 16,8% de 45 a 60 i un 11,2% 65 anys o més.
L'edat mediana era de 30 anys. Per cada 100 dones de 18 o més anys hi havia 102 homes.
La renda mediana per habitatge era de 34.792 $ i la renda mediana per família de 42.917 $. Els homes tenien una renda mediana de 35.625 $ mentre que les dones 20.833 $. La renda per capita de la població era de 13.477 $. Entorn del 9,5% de les famílies i el 14% de la població estaven per davall del llindar de pobresa.

## Poblacions més properes
El següent diagrama mostra les poblacions més properes.